# Burmeistera arbusculifera
Burmeistera arbusculifera är en klockväxtart som beskrevs av Thomas G. Lammers. Burmeistera arbusculifera ingår i släktet Burmeistera och familjen klockväxter.
Artens utbredningsområde är Ecuador. Inga underarter finns listade i Catalogue of Life.